# 智北站
智北站（日语：／ Chihoku eki */?）是北海道旅客鐵道（JR北海道）宗谷本線沿線的一個無人站，位於日本北海道名寄市字智惠文，車站編號為W52。電報略號為チホ。
車站名稱「智北」是由於其位於「智惠文站」北方，因而得名。

## 車站構造
- 1面1線
- 側式月台
- 自臨時停靠站以來都是無人站。
- 在東面出入口的月台上設有小型車站大堂，由鋼製的預制組件興建而成。
- 公認的秘境車站之一。

## 車站周邊
車站周圍主要為田地、沼澤和濕地等。
- 北海道道252号美深名寄线
- 緋鮒之里　智惠文公園
- 天鹽川
- 智惠文沼 - 車站前方。

## 歷史
- 1959年（昭和34年）11月1日 - 日本國有鐵道之智北臨時停靠站啟用。開始乘客處理服務。
- 1987年（昭和62年）4月1日 - 日本國鐵正式民營化並進行分割，車站劃歸由JR北海道繼承，車站升級為智北站。
- 1990年（平成2年）3月10日 - 設定營業距離。
- 1991年（平成3年）11月1日 - 車站位置向智惠文方向遷移100米，並更改營業距離。

## 相鄰車站
北海道旅客鐵道（JR北海道）
■宗谷本線（一部分列車通過此站）
智惠文（W51）－智北（W52）－美深（W54）

## 外部連結
- （日語）JR北海道 – 智北站 （页面存档备份，存于）
- （日語）全驛參觀之旅 （页面存档备份，存于）